# Filip Meirhaeghe
Filip Meirhaeghe (Gand, 5 marzo 1971) è un ex mountain biker e ciclista su strada belga, campione del mondo di cross country nel 2003.

## Palmarès

### Olimpiadi
- 1 medaglia:
  - 1 argento (Sydney 2000)

### Mondiali
- 4 medaglie:
  - 1 oro (Lugano 2003)
  - 1 argento (Kaprun 2002)
  - 2 bronzi (Mont Sainte-Anne 1998; Åre 1999)